# Microichthys sanzoi
Microichthys sanzoi és una espècie de peix pertanyent a la família dels epigònids.

## Descripció
- Pot arribar a fer 6 cm de llargària màxima.
- El cos és més allargat, els ulls més petits i l'espina opercular més curta que en Microichthys coccoi.
- 7 espines i 9 radis tous a l'aleta dorsal i 2 espines i 9 radis tous a l'anal.
- Escates més llargues que altes.
- Presenta 20 línies transversals negres als flancs.
- Cromatòfors molt nombrosos al peduncle caudal.
- L'aleta pelviana arriba a l'aleta anal.
- Aletes dorsal tova i anal fosques. Les pèlviques són negres.[5][6][7]

## Hàbitat
És un peix marí, demersal i de clima subtropical (39°N-37°N, 15°E-16°E).

## Distribució geogràfica
Es troba a l'estret de Messina (Itàlia).

## Observacions
És inofensiu per als humans.